# グリーンランドの交通

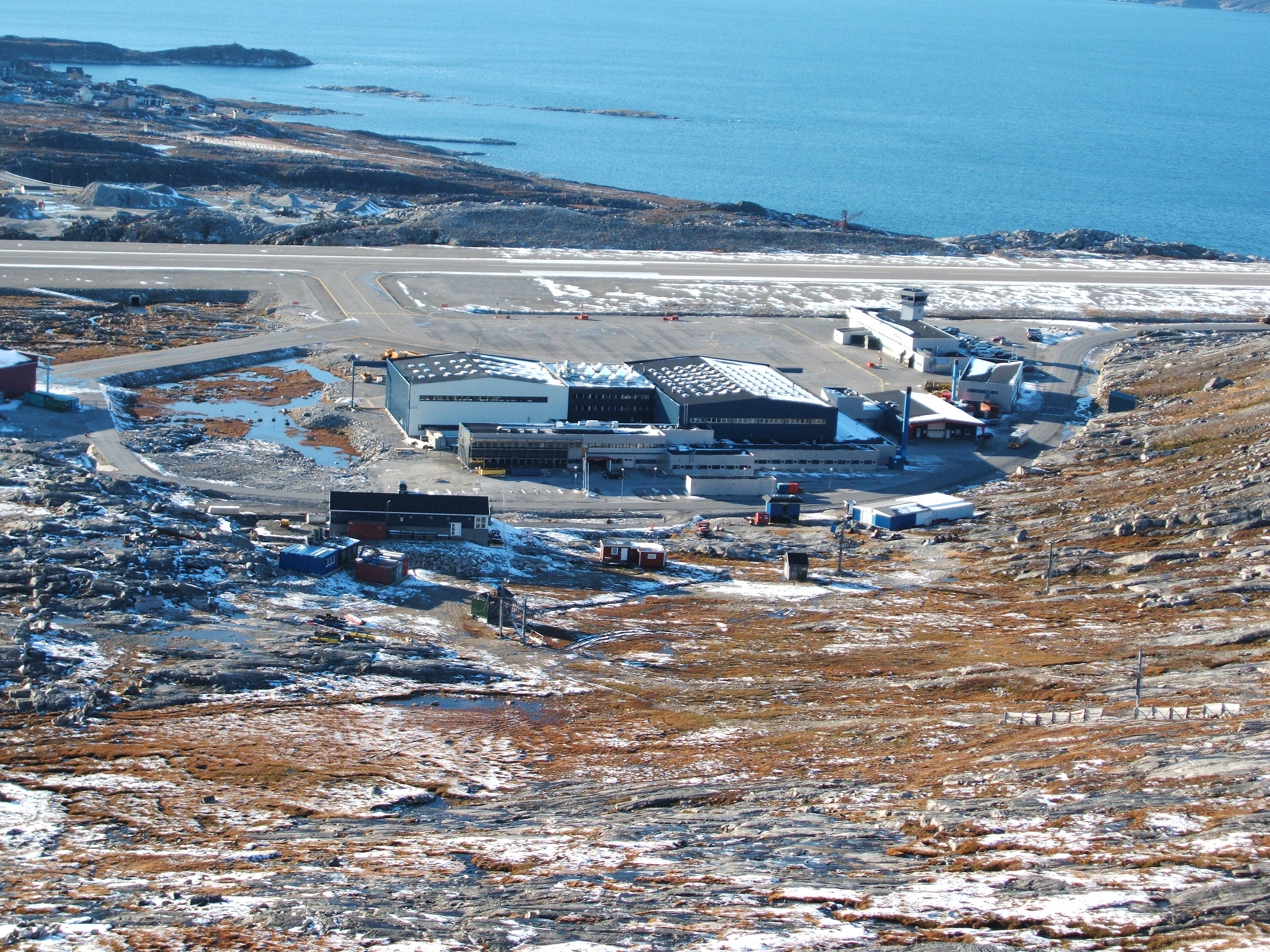
ヌーク空港

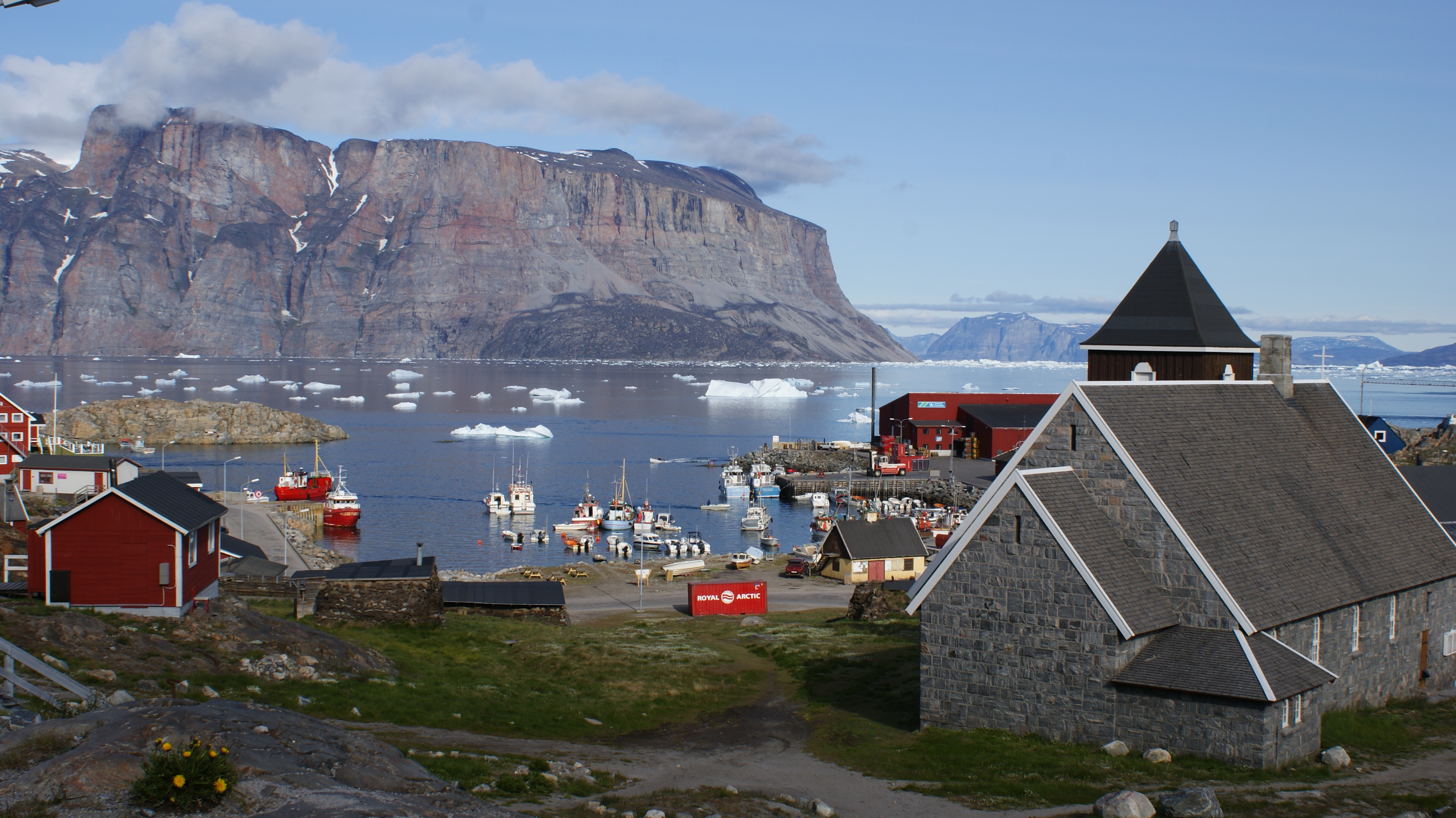
ウマナックの港

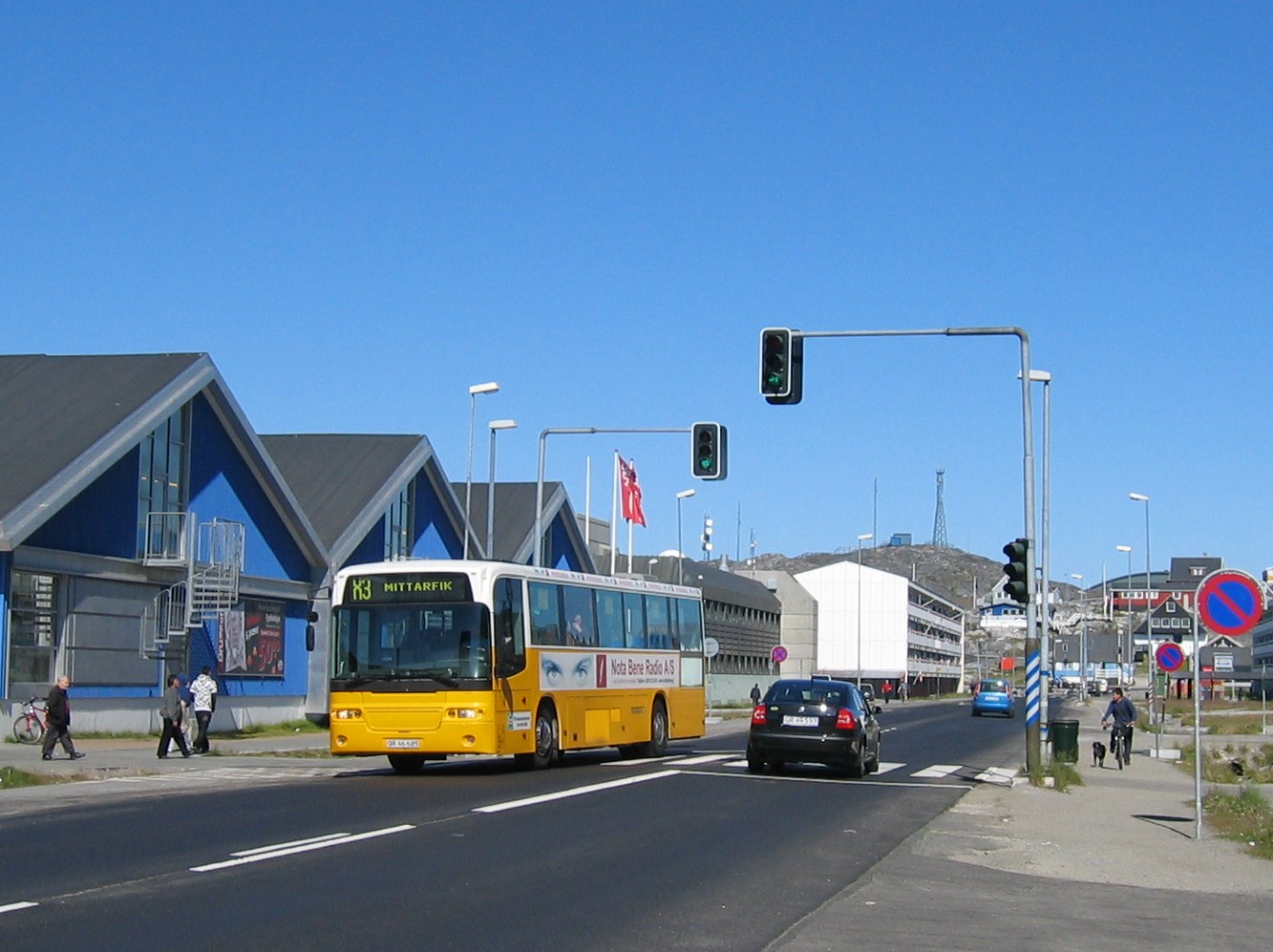
ヌーク都心部にあるNuupBussii A / Sのバス

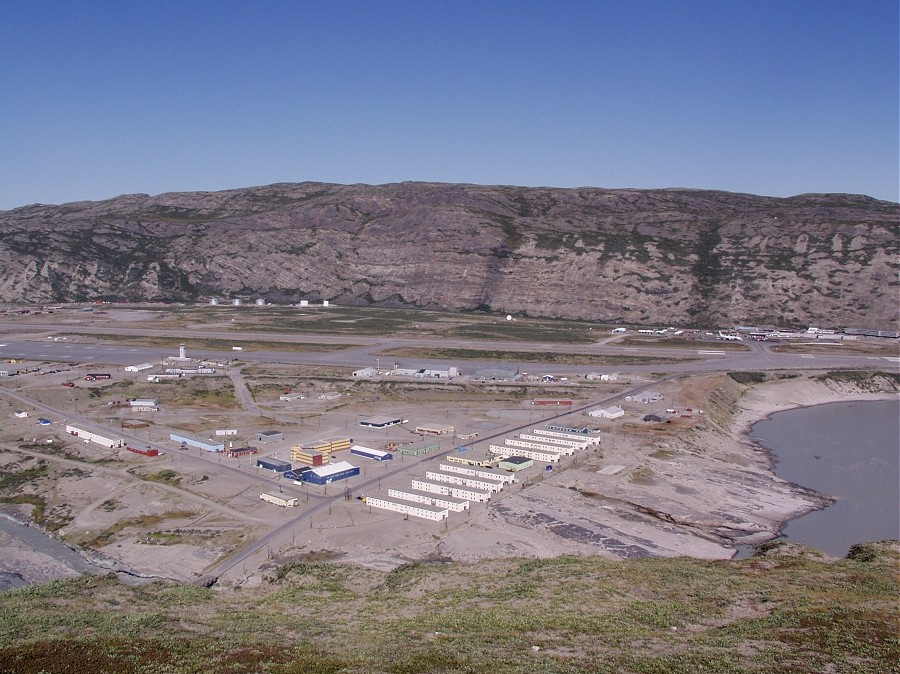
カンゲルルスアーク空港

グリーンランドの交通（グリーンランドのこうつう）では、グリーンランドの交通の歴史や状況などを述べる。
グリーンランドは鉄道や内陸を移動する主な運河などが無く、都市や集落同士を結ぶ道路も実質的に存在しない、非常に特殊な環境である。一昔前の北部と東部などでは、夏は沿岸を船で、冬は犬ぞりで移動（冬は海が凍るため）することが主な交通手段であった。現在では、ヘリコプターなどの空路による移動が主となっている。

## 航空

### 第二次世界大戦中
第二次世界大戦でデンマーク本土がナチスに占領されていた間、グリーンランドはアメリカの保護下に置かれ、アメリカ軍が駐留する協定が結ばれた。駐留している間、アメリカ軍は基地や空港などを建設した。各空港や基地にはコードネームがあり、島の西部に置かれていた空港・基地はブルーエ・ウェスト1～8（Bluie West）、東部の空港・基地はブルーエ・イースト1～4（Bluie East）とそれぞれナンバリングされていた。なお、水上機のみしか利用できず、通常の航空機の発着に対応していない基地も一部あった。

### 現在
グリーンランド最大の空港であるカンゲルルススアーク空港（グリーンランド語で「大きなフィヨルド」の意味、かつてのブルーエ・ウェスト8空港）は、グリーンランドの航空輸送のハブで、大型ジェット機が発着できるほどの長い滑走路を持っている。アメリカ軍が駐留していた時期には、カンゲルルススアークから南へ数百キロ離れた第二の空港であるナルサルスアーク空港まで道路を建設することを検討していた。しかし調査の結果、実現不可能であることが判明し、この案は断念された。空港や空軍基地は、一般に集落の近くにないため、旅行者がその集落に行くにはヘリコプター（カンゲルルススアークからは小型飛行機）による空路での移動が必要である。
グリーンランドには現在18本の滑走路があり、そのうち14本は舗装されている。空港の中にはアメリカ空軍の基地を利用したものもあるが、ほとんどはグリーンランド政府によって建設されたものである。国内線は公営のエア・グリーンランドが就航している。2002年まではデンマーク語のGrønlandsflyが正式名称であったが、現在は英語のAir Greenlandが使用されている。
国際線は、カンゲルルススアーク空港からコペンハーゲンとアイスランドのレイキャヴィークへの路線があり、週4便運航されている。グリーンランドにとって航空貨物は非常に重要であり、特に生鮮食料品の多くは、デンマーク本土のコペンハーゲン空港から大型の航空機を使って空輸されている。カンゲルルススアーク空港に到着した航空コンテナは、小規模な滑走路を利用できる小型機に積み替えられ、グリーンランド各地の空港へ輸送される。一部の航空貨物はカンゲルルススアークから船で輸送されるが、その航路はフィヨルドが凍結する冬期には利用できない。これは、シシミウトとカンゲルルススアークを結ぶ道路を建設する計画の理由のひとつとなっている（詳細は後述）。

## 道路
グリーンランドには、都市や集落同士を結ぶ道路は存在せず、都市・集落内とその周辺にのみ道路がある。島内の道路の総延長は150kmで、そのうち60kmが舗装されている。道路は一般道（一級道路・地方道路）のみで、高速道路は存在しない。制限速度は50km/h（地方道路）から80km/h（一級道路）までである。
グリーンランド南部のいくつかの農場では、羊の飼育や干し草の収集のために、全地形対応車用の簡易な道路（上記の道路とは異なる制限速度が設けられている）がかなり広範囲にわたって整備されている。その他、海岸から水力発電所まで続く短い砂利道などもある。
シシミウトとカンゲルルススアークの間には、全長170kmの道路を建設する計画がある。両者は現在航空・海運のルートで結ばれているが、フィヨルドの地形の影響で冬季に海が凍ったり氷河が押し寄せたりしてしまうため、道路を建設する計画が浮上している。

## 海運
イルリサット、カンゲルルススアーク、カーコルトーク、ナルサーク、ヌーク、アーシアトおよびシシミウトなどの各地に港があるほか、他のいくつかの集落にも小さな港がある。港の主な利用者は、ロイヤル・アークティック・ライン（Royal Arctic Line、公営貨物会社）とアークティック・ウミアック・ライン（Arctic Umiaq Line、旅客・貨物会社）である。ロイヤル・アークティック・ラインは、デンマーク本土から定期的に出航するコンテナ船などの貨物船を運航しており、アークティック・ウミアック・ラインは貨物船・旅客船の両方を運航している。デンマーク本土からグリーンランド最大都市のヌークまでは船で3,800km（東京駅〜沖ノ鳥島間より遠い）の距離があるため、生鮮食料品は飛行機で輸送されることが多い。
グリーンランドには、国内外を結ぶカーフェリーが存在しない。ロイヤル・アークティック・ラインのコンテナ貨物としてデンマーク本土との間で自動車を輸送することは可能であるか、その際自動車の乗員は別の方法で移動する必要がある。大きな道路網が存在しないグリーンランドの特性上、旅行者が自動車を持ち込むことは少なく、島内在住者が自動車をデンマーク本土へ移動したり、自動車を購入したりする場合に利用される。旅行者の多くは、クルーズ船で上陸する。

## 鉄道
昔は、600mmゲージのような特殊な狭軌の鉄道が存在し、主に貨物用として使われていた。クーアノック村では、水揚げした魚を乾燥させ長期保存するための乾燥所と港とを結ぶクーアノック鉄道が運行されており、ディーゼル機関車や蒸気機関車、バッテリー電気機関車などが運転されていた。1955年に建設されたこの鉄道は、1971年頃にクーアノック村から居住者がいなくなると使用されなくなった。クーアノック鉄道以外にも、グリーンランドで運行されていた鉄道はいくつかある。